# En hjertegribende historie
En hjertegribende historie er en dansk animeret oplysningsfilm fra 1971, der er instrueret af Jannik Hastrup og Li Vilstrup efter manuskript af Anders Sørensen.

## Handling
Anti-tobakrygnings-reklamefilm. En mand foran henrettelsespelotonen får sin sidste cigaret - som ordner resten.